# Pir Muhàmmad II (Xibànides)
Pir Muhàmmad II fou el darrer kan uzbek xibànida a Bukharà.
A la mort d'Abd-al-Mumin ibn Abd-Al·lah (juliol de 1598) no quedaven gairebé prínceps uzbeks; o havien mort a les guerres d'Abd Allah ibn Iskandar, o havien estat executats com a rebels o havien mort obscurament. Vambery diu que la vídua d'Abd Al·là havia donat a llum a un segon fill al que sempre havia tingut vestit de noia per protegir-lo; un partit estava disposat a reconèixer-lo com a kan; altres volien proclamar al fill d'Abd-al-Mumin, que només tenia 2 anys; els amirs de Bukharà es decantaven per Pir Muhàmmad, fill de Sulayman Khan (germà d'Iskandar) i cosí germà d'Abd Al·là ibn Iskandar. A Balkh la vídua de Ubayd Allah (germà d'Abd Al·là), va proclamar al seu fill Abd al-Amin i va rebre el suport dels amirs però va reconèixer la preeminència de Pir Muhammad el nom del qual va llegir a la khutba i va posar a les monedes. A Herat i el Khorasan, Din Muhammad (conegut també com a Tilim Sultan), fill de la germana d'Abd Al·là, i d'un príncep procedent d'Astracan de nom Djani Beg, fou reconegut kan. L'avi de Din Muhammad, Yar Muhammad, conegut com a Kari (el Gris), un home d'edat avançada, va tornar precisament llavors de la Meca on havia fet el pelegrinatge i Din Muhammad va imposar que la khutba fos llegida en nom seu i va posar també el seu nom a les monedes que es van encunyar; Din Muhammad no fou reconegut a Merv on es va proclamar Kasim Sultan, que és esmentat com a parent d'Abd Al·là sense establir quina mena de parentiu, però al cap de poc fou enderrocat i executat per Wali Muhammad, germà petit de Din Muhammad, que va agafar el govern de la ciutat nominalment en nom de Yar Muhammad.
Els perses van entrar al Khurasan a l'estiu del 1598, van derrotar a Din Muhammad prop de Pul-i Sar (Sar-i Pul?) a l'est d'Herat; va haver de fugir, ferit, cap a territori dels turcmens; es va refugiar amb els nòmades Karai a la regió d'Andkhuy però fou reconegut per les seves robes reials i assassinat. Mentre els perses van entrar a Sabzawar i Mashad i finalment a Herat.
Al mateix temps la notícia de la mort d'Abd al-Mumin era coneguda a l'estepa kazakh i Tevkel Khan va aprofitar, reunint un fort exèrcit amb el que va marxar cap a Transoxiana atacant les principals ciutats, Aksi, Andijan, Taixkent, Samarcanda i tot el territori fins a Miankal, que se li van sotmetre. Va deixar al seu germà Ishim Khan amb 20.000 homes a Samarcanda i va avançar amb 70.000 o 80.000 cap a Bukharà, defensada per una guarnició de 15.000 homes manats per Pir Muhammed Khan II; aquest va fer algunes sortides per les diverses portes de la ciutat, i la lluita va durar 11 dies; al dia dotzè tota la guarnició va sortir i es va lliurar una batalla que va durar des de l'albada fins al capvespre, en la que els kazakhs foren derrotats i la major part dispersats. Tevkel va haver d'aixecar el setge; va deixar bon nombre de focs al campament per enganyar a l'enemic i es va retirar de nit. Mentre la notícia de la derrota havia arribat a Samarcanda on el governador Ishim va enviar un missatge al seu germà: "Deus estar molt avergonyit que el teu nombrós exèrcit hagi estat derrotat per un grapat de bukharians; si apareixes per aquí és probable que el poble de Samarcanda no et vulgui rebre. Retorna allí com a kan i jo m'hi reuniré amb les meves tropes". Tevkel així ho va fer i va iniciar el retorn cap a Bukharà però Pir Muhammad havia rebut el suport de la gent de la regió que es van enllistar al seu exèrcit amb la moral de la victòria, i va sortir de Bukharà en persecució de Tevkel. Els dos bàndols es van trobar a Uzun Sukal a Miankal. Durant un mes es van produir escaramusses entre els dos grups però finalment Tevkel va perdre la paciència i va ordenar un atac general; abans de la batalla Baki Muhammad, germà de Din Muhammad, havia portat la notícia de severa derrota davant els perses a Pul-i Sar i anunciat la mort del seu germà; la lluita fou ferotge; Said Muhammad Sultan, un parent de Pir Muhammad, i Muhammad Baki Atalik van morir a la lluita; però a l'altre costat Tevkel va quedar ferit; la batalla no es va decantar per cap dels dos costats. Tevkel va tornar a Taixkent on va morir de les ferides el mateix 1598. Mentre Pir Muhammad II concedia a Baki Muhammad el govern de Samarcanda i ell mateix retornava a Bukharà i poc després, amb la mediació del cap religiós i tribal de Nakshbendief, va fer la pau amb els kazakhs.
Baki fou rebut amb gran joia pel poble de Samarcanda. No va tardar a enfrontar-se a Pir Muhammad i a ambicionar el tron, sent els seus principals suports els seus oncles Rakhman Kuli i Abbas Kuli, i el seu germà Tursun Muhammad Sultan. Van envair Miakal i van capturar Dabuli fent presoner i matant al governador Muhammad Sherif Sultan, parent del Khan. Pir Muhammad va cridar en ajut al seu vassall Abd al-Amin de Balkh. Els dos aliats es van dirigir a Samarcanda amb un exèrcit de 40.000 homes i la van assetjar, però Pir Muhammad va morir a la lluita. Llavors Baki Muhammad va entrar a Bukharà sense oposició i es va proclamar kan obrint una nova dinastia (anomenada djànida).